# Nova Boa Vista
Nova Boa Vista é um município brasileiro do estado do Rio Grande do Sul. O município de Nova Boa Vista foi criado por meio da Lei Estadual nº 9608/92 de 20 de março de 1992, tendo se emancipado dos municípios de Sarandi e Chapada. 